# SVT Extra
SVT Extra var en TV-kanal som Sveriges Television använde vid stora evenemang till exempel Olympiska spelen och plötsliga händelser. Kanalen var således "vilande" för det mesta. Men när kanalen startades så sändes ofta förlängda och oredigerade versioner av program som tidigare visats på SVT1 och SVT2. Även vissa sportevenemang som inte fick plats i Sveriges Televisions ordinarie programtablå visades i SVT Extra. Kanalen är numera nedlagd.